# KTRK-TV
KTRK-TV est une station de télévision américaine ayant une autorisation pour la zone de couverture de Houston au Texas. Elle est détenue et exploitée par American Broadcasting Company. Les studios sont situés à proximité de Lakewood Church Central Campus (ex-Compaq Center) dans le quartier de Upper Kirby à Houston et l'émetteur est situé aux côtés de ceux de six autres stations dans le Comté de Fort Bend au Texas.

## Historique

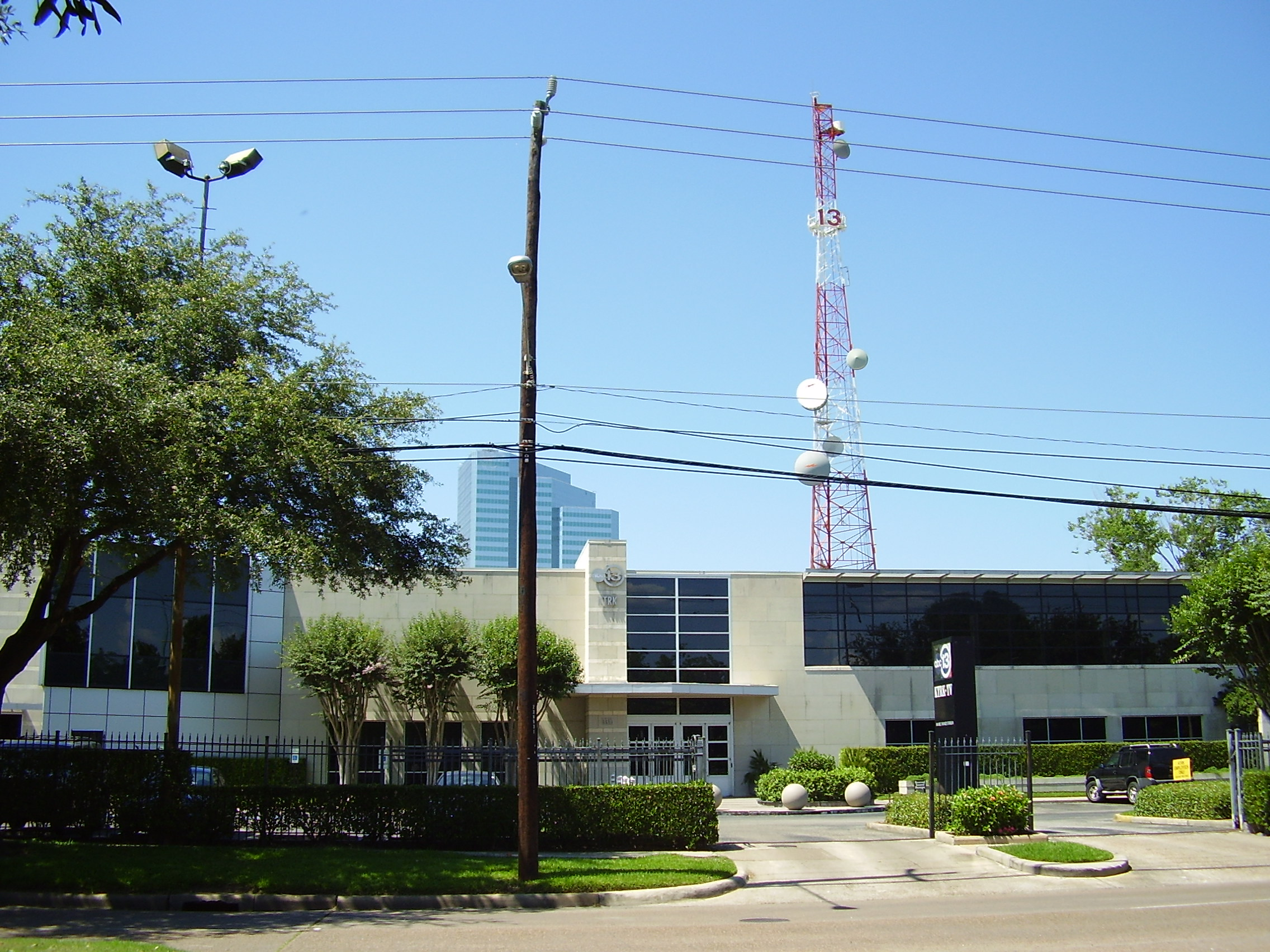
Studios de KTRK-TV à Houston

Au début des années 1950, trois sociétés dont le Houston Chronicle déposent une candidature pour obtenir le canal VHF 13 dans la zone de Houston. Pour augmenter leur chance d'attribution elles se regroupent sous la société Houston Consolidated Television, obtiennent la licence et rachètent les studios de la KNUZ-TV (canal 39) au 4513 Cullen Blvd, au sein du disparu Texas Television Center de l'Université de Houston et ayant appartenu au DuMont Television Network alors fermé. La diffusion débute le 20 novembre 1954. L'actionnaire principal étant le Houston Chronicle, la chaîne de télévision est nommée d'après la radio KTRH. Mais comme de nombreuses chaînes ayant obtenu le canal 13, sa mascotte est un chat noir.
En 1955, le Houston Chronicle rachète les parts de ses associés dans la Houston Consolidated Television et surnomme sa chaîne la Houston Chronicle Station. C'est peu après que la station déménage au 3310 Bissonnet Street. Ces locaux comportent un dôme conçu par l'architecte Hermon Lloyd, ayant aussi conçu 10 ans plus tard l'Astrodome.
En 1967, Houston Chronicle vend la chaîne KTRK-TV au groupe Capital Cities Broadcasting.
Le 5 septembre 1985, American Broadcasting Company fusionne avec Capital Cities. KTRK-TV devient la première chaîne détenue et opérée au Texas.
Le 9 février 1996, The Walt Disney Company finalise son rachat de Capital Cities/ABC et rebaptise sa nouvelle filiale ABC Inc.

## Télévision numérique
Le signal numérique de la chaine est un multiplexe :
| Chaîne | Image | Ratio | Programmation                             |
| ------ | ----- | ----- | ----------------------------------------- |
| 13.1   | 720p  | 16:9  | Programmation principale KTRK-TV / ABC HD |
| 13.2   | 720p  | 4:3   | Live Well Network                         |
| 13.3   | 480i  | 4:3   | Live Well Network                         |

### Passage de l'analogique au numérique
KTRK-TV est revenu au canal 13 le 12 juin 2009 à midi dans le cadre de l'arrêt de la télévision analogique aux États-Unis.